# Teknikåret 2004

## Händelser

### Januari
- 18 januari - Telemuseum läggs ner trots kraftiga protester.[1]

### Februari
- 4 februari - En social nätverkstjänst kallad The Facebook lanseras för de som studerar vid Harvard College.

### Mars
- 27 mars, Ett NASA-flygplan med scramjetmotor sätter nytt hastighetsrekord med en toppfart på 8500 km/t. Planet heter X-43 A och är utrustat med en scramjet|motor som bara fungerar i överljudsfart och planet lyftes därför upp till 30 km med ett B-52 plan.

### April
- April - Försökssändningar med marksänd digital-tv inleds i Österrike.

### Maj
- Maj - Linuxdistributionen Fedora Core version 2 lanseras.[2]
- 17 maj - Spybot - Search & Destroy version 1.3 lanseras.

### Juni
- 1 juni - Fildelningsprogrammet Shareaza kommer i version 2.0, från och med denna version har programmet öppen källkod.
- 6 juni - BetaNews gör en rejäl uppgradering för att fira sitt femårsjubileum.
- 15 juni - Yahoo! uppgraderar sina kostnadsfria e-post konton till 100 MB
- 17 juni - Linuxdistributionen Knoppix version 3.4 lanseras.
- 18 juni - OpenOffice.org version 1.1.2 lanseras.
- 21 juni - söktjänsten Hitta.se lanseras.
- 24 juni - brittiska TV-bolaget BBC lanserar webbsidan BBC Motion Gallery, bolagets enorma arkiv är öppet för allmän beskådning.
- 30 juni - Humanoiden Asimo lär systrarna Hannah och Sarah Cox att dansa på teknikmässan Epcot i Florida, USA.[3]

### Juli
- 1 juli - Microsoft gör en kraftig uppgradering av sin sökmotor MSN Search.
- 7 juli - Javacool Software lanserar SpywareBlaster version 3.2.
- 16 juli - Tim Berners-Lee, mannen bakom WWW dvs. en stor del av Internets framgång, blir dubbad till riddare av drottning Elizabeth II.
- 19 juli - Webbläsaren Opera version 7.53 lanseras.
- 27 juli - Skype version 1.0 lanseras.
- 27 juli - Microsoft lanserar MSN News Search en konkurrent till Googles Google News.
- 28 juli - Microsoft Office 2003 Service Pack 1 lanseras, Microsoft Office.
  - Nullsoft lanserar Winamp version 5.04.
  - MusicMatch Jukebox version 9.0 lanseras.
- 30 juli - Zone Labs lanserar brandväggen ZoneAlarm version 5.1.

### Augusti
- 3 augusti - amerikanska företaget ValueClick köper Pricerunner som är Sveriges största webbsida för jämförelse av varor och tjänster, pressmeddelande.
- 6 augusti - Microsoft lanserar Windows XP Service Pack 2, efterlängtad och viktig uppdatering för världens mest använda operativsystem, Microsoft.com
- 9 augusti - Lavasoft lanserar Ad-Aware version SE, Lavasoft.nu.
- 10 augusti - Sveriges näst största bredbandsleverantör Bredbandsbolaget köper konkurrenten Bostream, Pressmeddelande.
- 16 augusti - det amerikanska företaget Computer Associates, mest känd för sina antivirus program, köper rättigheterna för programmet PestPatrol, läs mer.
- 20 augusti - KDE (Kool Desktop Environment) version 3.3 lanseras, KDE.org.
- september - amerikanska pc-tillverkaren Gateway Inc. lanserar en dator med den nya btx (balanced technology extended) formfaktor standarden. Bakom standarden står främst företaget Intel, läs mer.

### September
- 8 september - Softpedia utökar sin bevakning av gratis programvaru-nerladdningar samt av it-relaterade nyheter. Dessutom har webbplatsen genomgått en minst sagt märkbar estetisk omvandling.
- 10 september - Företaget On Air Entertainment visar en trådlös, bärbar, satellit-TV på teknikmässan i San Diego, Kalifornien, USA.[3]
- 14 september - MusicMatch blir uppköpt av Internetjätten Yahoo! för 160 miljoner $.
- 15 september - WinRAR version 3.40 lanseras, Win-RAR.com

### Oktober
- 3 oktober - OpenOffice.org version 1.1.3 lanseras.
- 26 oktober - Apple lanserar Itunes i alla EMU-länder (förutom Irland), sedan tidigare har man kunnat köpa musik med Itunes i USA, Frankrike, Storbritannien och Tyskland, se vidare Pressmeddelande.

### November
- 9 november - Version 1.0 av Mozilla Firefox släpps.
- 10 november - Google fördubblade sitt sökindex till mer än 8 miljarder webbsidor.[4] Se vidare Google Blog.

### December
- December - Internethandeln utgjorde under året 1,6 % av den totala detaljhandeln i Sverige.[4]
- 8 december - kinesiska persondatortillverkaren Lenovo köper amerikanska IBM:s pc-division, se vidare Lenovos pressmeddelande.
- 16 december - amerikanska programvarutillverkarna Symantec och Veritas fusionerar, det sammanslagna bolaget kommer att heta Symantec, se vidare Symantecs pressmeddelande
- 24 december - Platt-TV:n är "årets julklapp" i Sverige [5].

## Utmärkelser
- Theo de Raadt tilldelas Award for the Advancement of Free Software

### Fotnoter
1. ↑  ”Telemuseum stänger butiken”. Svenska Dagbladet. 19 januari 2020. https://www.svd.se/telemuseum-stanger-butiken. Läst 2 februari 2020.
2. ↑  ”What is The Fedora Project?; Fedora Core 2 Available!” (på engelska). redhat.com. maj 2004. Arkiverad från originalet den 18 maj 2004. https://web.archive.org/web/20040518221310/http://fedora.redhat.com/.
3. 1 2   När Var Hur 2005. DN
4. 1 2   När Var Hur 2006. DN
5. ↑  "Årets julklapp" i Sverige Arkiverad 22 januari 2011 hämtat från the Wayback Machine.